# 邵丽
邵丽（1965年11月—），女，河南周口人，中国作家，中国作家协会主席团委员，河南省作家协会主席。小说《明惠的圣诞》获第四届鲁迅文学奖。